# لوزی
در هندسه، هر لوزی (به فرانسوی: Losange) یک چهار ضلعی متوازی الاضلاع است. به بیان دیگر یک چند ضلعی با چهار ضلع، که اضلاعش با هم برابر هستند. و همچنین در لوزی قطرها نیز عمود منصّف یکدیگرند. مجموع دو زاویه مجاور با هم در لوزی برابر ۱۸۰ درجه است. متوازی‌الأضلاعی که قطرهای آن عمود منصّف یکدیگر باشند لوزی است.لوزی میتواند منتظم یا نامنتظم باشد. اگر لوزی مربعی باشد منتظم است. برای بدست آوردن مساحت لوزی قطر بزرگ را ضرب در قطر کوچک می‌کنیم و تقسیم بر ۲ می‌کنیم.
در انگلیسی عموماً به لوزی Rhombus می‌گویند اما گاهی Rhomb یا Diamond (الماس) هم نامیده می‌شود. جمع این کلمه Rhombi یا Rhombuses و گاهی Rhombbi یا Rhombbuses است.
منشأ کلمه Rhombus از واژه یونانی Rhombos است: «یک تکه چوب که روی یک رشته پیچیده شده‌است و ایجاد سروصدا می‌کند!»

## ویژگی‌های لوزی
می‌توان ویژگی‌های زیر را برای لوزی برشمرد:
- در لوزی قطرها هم برهم عمود هستند و هم یکدیگر را نصف می‌کنند پس عمود منصف یکدیگر هستند.
- در لوزی قطرها نیمسازهای زوایای لوزی هستند.
- مجموع زوایای داخلی ۳۶۰ درجه است و دارای دو محور تقارن است. در لوزی زوایای مجاور مکمل و زوایای روبه روی هم با هم برابر اند.
- در لوزی زاویه‌های روبرو برابر هستند.
- چهار خط تقارن دارد.
- همچنین لوزی نیز یک متواضی الاضلاع است

## مساحت
برای بدست آوردن مساحت لوزی قطر بزرگ را ضرب در قطر کوچک می‌کنیم و تقسیم بر ۲ می‌کنیم سپس جواب به دست میاید.